# 278. strelska divizija (ZSSR)
278. strelska divizija (izvirno rusko 278. стрелковая дивизия; kratica 278. SD) je bila strelska divizija Rdeče armade v času druge svetovne vojne.

## Zgodovina
Divizija je bila ustanovljena avgusta 1941 in bila uničena oktobra istega leta v Brjansku. Ponovno so jo ustanovili februarja 1942 in januarja 1943 so jo preoblikovali v 60. gardno strelsko divizijo. Tretjič so jo ustanovili kmalu zatem.